# La Sœur de l'ange
La Sœur de l’Ange est une revue littéraire et philosophique fondée en 2004 par Matthieu Baumier, Alain Jugnon et Didier Bazy  qui a publié ses trois premiers numéros aux éditions A contrario, au Grand Souffle, puis aux éditions Hermann.
Chaque numéro explore un thème « À quoi bon ... ? ».
- Directeur de la publication : Michel Host, écrivain, prix Goncourt, fondateur de l’Ordre du Mistigri.
- Rédacteur en chef : Jean-Luc Moreau, écrivain, initiateur et promoteur de la Nouvelle fiction.
- Comité de rédaction : Didier Bazy, écrivain ; Yannis Constantinidès, agrégé et docteur en philosophie, enseigne à l’Espace éthique de l’AP/HP ; Bruno Doucey, écrivain, poète, directeur des éditions Bruno Doucey ; Marc Kober, écrivain ; Guy Darol, écrivain ; Thierry Maré, écrivain ; et Sarah Vajda, écrivain.